# James Oswald Noel Vickers
James Oswald Noel Vickers (J.O.N. Vickers; Jon, Mouse) (ur. 6 kwietnia 1916, zm. 1 czerwca 2008) – brytyjski polityk lewicowy (CPGB, później LP) oraz działacz związków zawodowych EETPU oraz CSU.

## Życiorys

### Młodość
Pochodził z bogatej rodziny. Jego ojciec zginął na froncie zachodnim podczas I wojny światowej w 1916 roku – roku narodzin Jamesa, przez co wychowywany był samotnie przez matkę. W szkole w Stowe w Buckinghamshire uczyli go między innymi pisarz TH White oraz historyk George Rudé, który został jego dożywotnim przyjacielem. Naukę kontynuował w Cambridge, gdzie studiował historię i język angielski. Otrzymał błękit (ang. blue, nagroda przyznawana w niektórych brytyjskich szkołach za osiągnięcia sportowe) w boksie, a pod wpływem wojny domowej w Hiszpanii wstąpił do partii komunistycznej CPGB.

### II wojna światowa
Wraz z wybuchem II wojny światowej Vickers został powołany do wojska i przypisany do 5 dywizjonu Brytyjskiego Korpusu Ekspedycyjnego. Tuż przed wyjazdem w kwietniu 1940 roku ożenił się z partyjną koleżanką z Cambridge – Winifred Lambert. Na froncie, w maju – tuż przed Operacją Dynamo, został postrzelony w udo i porwany przez siły niemieckie. Następne 5 lat spędził w obozach jenieckich, między innymi w obozie karnym Stalag XXI D pod Poznaniem, gdzie został zaklasyfikowany jako wywrotowy. Większość wolnego czasu poświęcał na planowanie ucieczki, pomogła mu w tym również dobra znajomość języków. Po pewnym czasie zdołał nawet przechwycić zagraniczny sygnał radiowy. Później został również osobiście przesłuchany przez Heinricha Himmlera, jako że był w niewielkim stopniu spokrewniony z Winstonem Churchillem. Wraz z odwrotem armii hitlerowskiej z Polski udało mu się uciec do pobliskiego lasu niedaleko Kassel. Kilka dni później spostrzegł amerykański czołg, natychmiast wyszedł z podniesionymi rękoma. Opisywał to jako jego najstraszniejszy moment podczas II wojny światowej. Z żoną, która straciła nogi w bombardowaniach, spotkał się po latach na stacji Baker Street.

### Czasy powojenne
W 1946 roku Vickers został mianowany dyrektorem Wedgwood Memorial College w Barlaston Hall (Staffordshire), gdzie pracował wspólnie z historykami Bridget Sutton i Henrym Collinsem, ale w 1949 zmuszono go rezygnacji z powodu skarg na jego komunistyczne poglądy. Następnie znalazł pracę w EETPU (Electrical, Electronic, Telecommunications and Plumbing Union; Związek elektryczny, elektroniczny, telekomunikacyjny i hydrauliczny), dokładniej w dziale badawczym, awansując później na urzędnika edukacyjnego. Był dumny z lat spędzonych w EETPU, ale coraz bardziej zniechęcał się do komunizmu (a co za tym idzie do EETPU). Po inwazji wojsk radzieckich na Węgry ostatecznie zrezygnował z członkostwa w CPGB oraz EETPU i dołączył do Labour Party. W 1960 powrócił do działalności w związku zawodowym, zostając zastępcą sekretarza generalnego w Civil Service Union (CSU), a w 1963 obejmując najwyższą możliwą posadę – sekretarza generalnego. CSU zrzeszało głównie robotników pracujących w zawodach niższej klasy.
Na emeryturę przeszedł w 1977, resztę życia poświęcił na swoje pasje: literaturę, poezję oraz oglądanie ptaków; a także na rodzinę. Zmarł w wieku 92 lat.